# Офшорная группа банковского надзора
Офшорная группа банковского надзора или, более правильно, Офшорная группа банковских надзорных органов (англ. Offshore Group of Banking Supervisors (OGBS)) — созданная в октябре 1980 года по инициативе Базельского комитета по банковскому надзору ассоциация государственных органов банковского надзора стран, на территории которых действуют офшорные финансовые центры. Непосредственным инициатором создания Группы Базельским комитетом выступил Центральный банк Багамских островов. Заседания группы обычно проводятся один раз в год. В структуре OGBS действует рабочая группа по разработке международных стандартов регулирования деятельности трастов и управляющих компаний.

## Участники и наблюдатели
OGBS была создана при участии 17-ти государств, относимых в то время к категории офшорных финансовых центров. В статусе наблюдателей в неё вошли государство Антигуа и Барбуда и Восточно-Карибский Центральный банк. Новые участники принимаются в Группу после выполнения определенных условий, в зависимости от обязательств юрисдикции по отношению к соответствующим международным стандартам, а также после уплаты членского взноса. 
В настоящее время участниками группы являются органы банковского надзора (Центральные банки и Управления денежного обращения) 19-ти государств: 
1. Аруба — Центральный банк Арубы,
2. Багамские Острова — Центральный банк Багамских островов,
3. Барбадос — Центральный банк Барбадоса,
4. Бермудские острова — Управление денежного обращения Бермудских островов,
5. Британские Виргинские острова — Федеральная резервная система,
6. Каймановы острова — Управление денежного обращения Каймановых островов,
7. Острова Кука — Правительство Островов Кука, Резервный банк Новой Зеландии,
8. Гибралтар — Правительство Гибралтара,
9. Гернси — Банк Англии,
10. Остров Мэн — Банк Англии,
11. Джерси — Банк Англии,
12. Лабуан — Банк Негара Малайзия,
13. Макао (Аомы́нь) — Управление денежного обращения Макао,
14. Маврикий — Банк Маврикия,
15. Кюрасао и Синт-Мартен — Центральный банк Кюрасао и Синт-Мартена,
16. Панама — Национальный банк Панамы,
17. Самоа — Центральный банк Самоа,
18. Вануату — Резервный банк Вануату.

Наблюдателей в настоящее время нет.

## Функции и полномочия
Основными целями, ради достижения которых было создано это объединение банковских регуляторов, были названы:
- международное сотрудничество в разработке и реализации международных стандартов трансграничного банковского надзора;
- содействие государствам-членам группы в применении стандартов банковского надзора, основанных на международных принципах;
- проведение взаимных оценок работы банковских регуляторов государств-членов группы;
- международное сотрудничество в борьбе с легализацией «грязных» денег и финансированием терроризма, в частности, в сфере совершенствования соответствующих международных стандартов, участие в работе ФАТФ, активное участие в реализации Рекомендаций ФАТФ и других международных стандартов в этой области.

Группа является наблюдателем при ФАТФ, имеет тесные рабочие отношения с Базельским комитетом по банковскому надзору, играет активную роль в создании соответствующих международных стандартов.

## Смена наименования
В 2011 г. в связи с расширением сферы своего регулирования Офшорная группа банковских надзорных органов сменила наименование и в настоящее время называется Группа надзорных органов международных финансовых центров (англ. The Group of International Finance Centre Supervisors (GIFCS)). Объясняя мотивы своего решения по переименованию Группы, Председатель GIFCS Колин Пауэлл указал, что изменение названия было сделано в целях более точного отражения нынешней сферы деятельности Группы: 
Когда в 1980 году OGBS создавался по инициативе Базельского комитета по банковскому надзору, его мандат был ограничен банковским надзором. С течением времени Группа получала все большее признание соответствующих международных организаций как представительный орган, вносящий ценный вклад в борьбу с отмыванием денег и финансированием терроризма, в регулирование трастов и провайдеров корпоративных услуг, и совсем недавно — в регулирование хедж-фондов»